# スコヤ

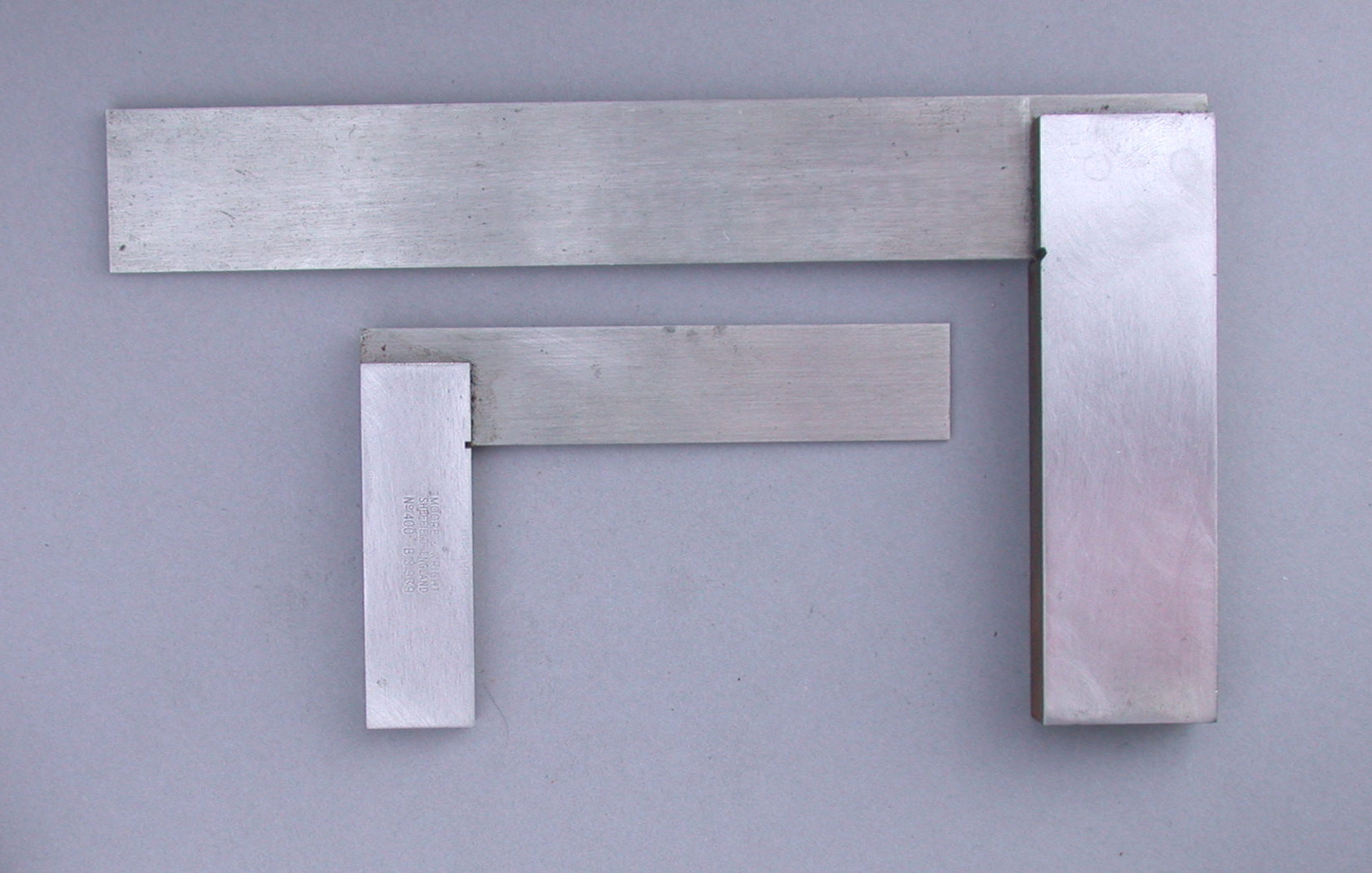
完全スコヤ

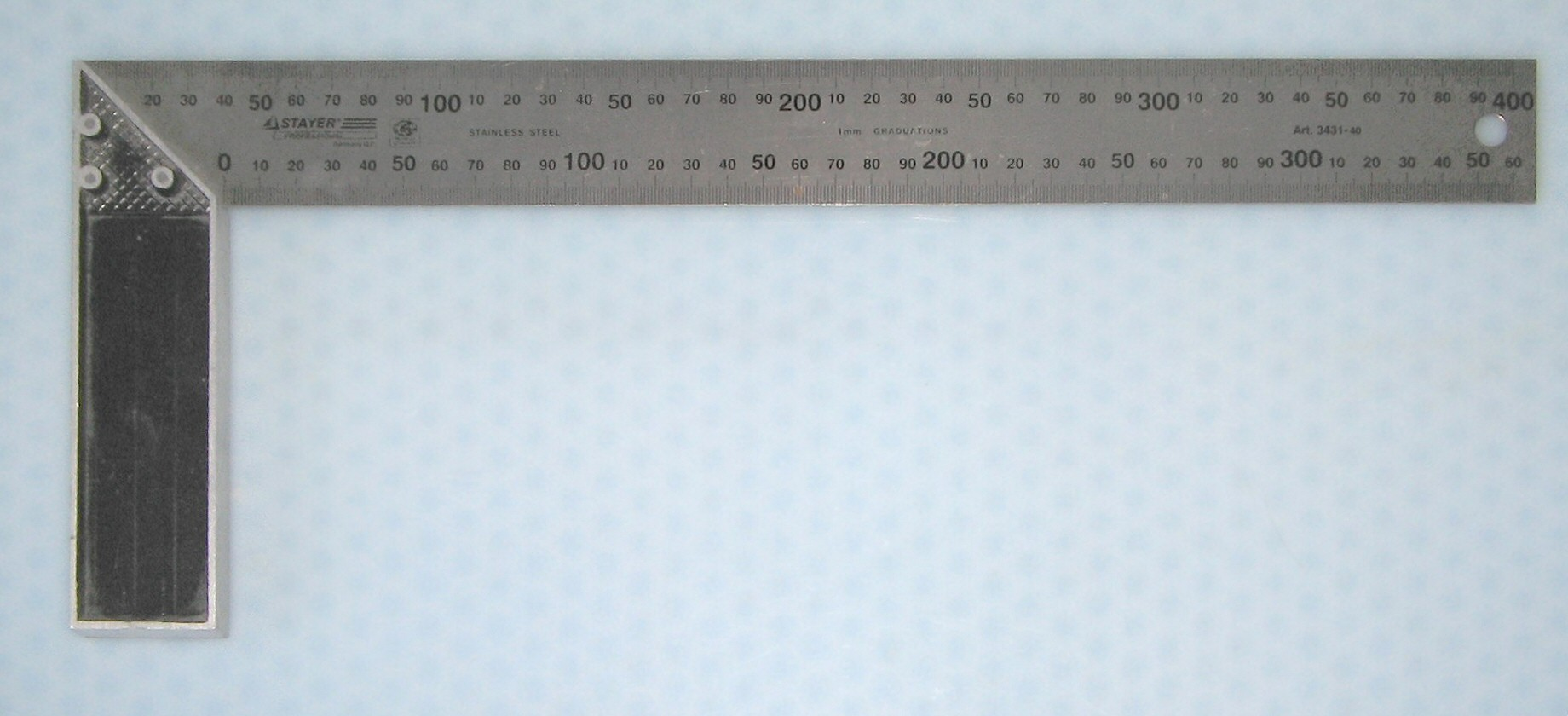
マイティスコヤ

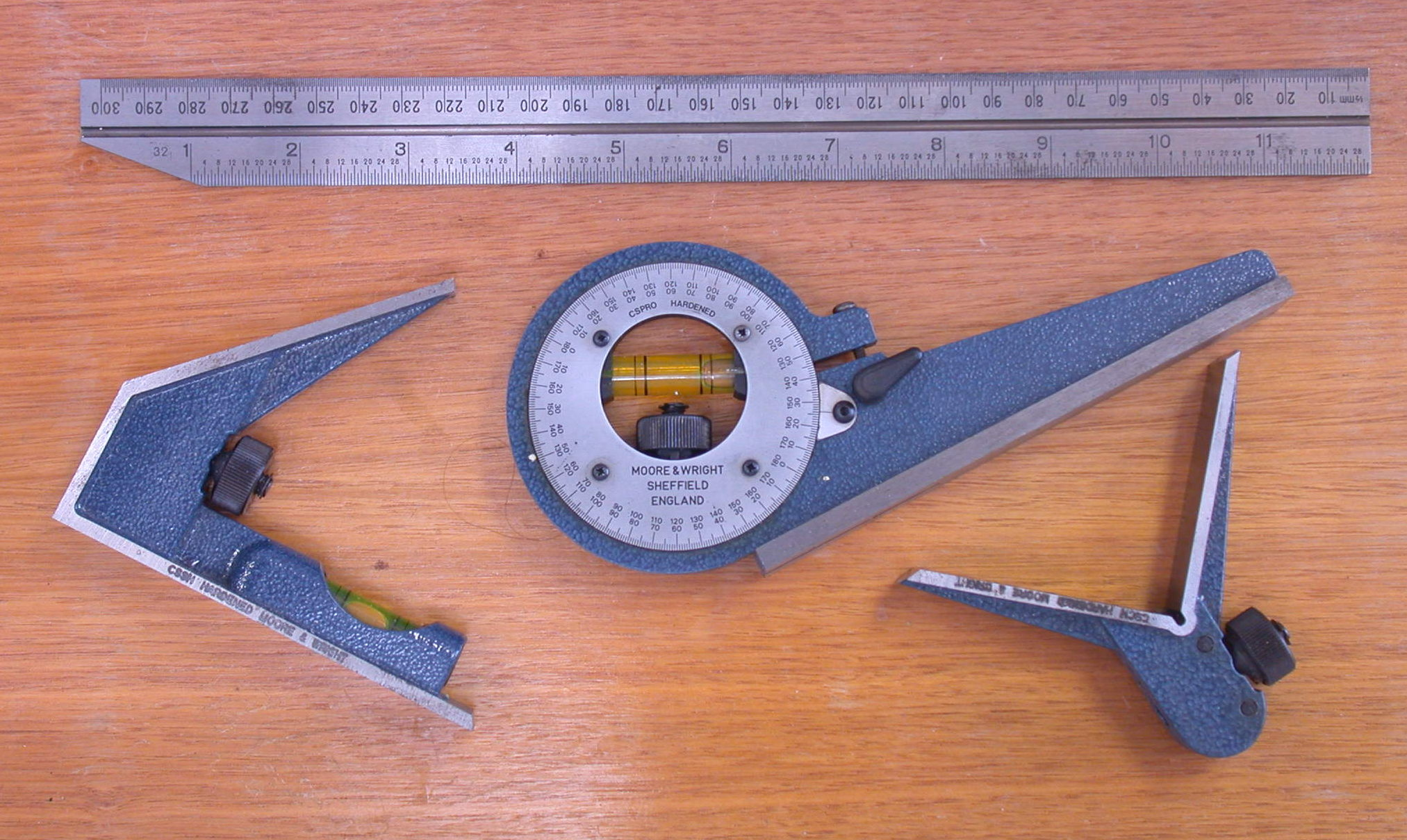
プロトラクター

スコヤ（英: square）は、工具の一種。精度が求められる直角の確認と金属にケガキをする時・木材に墨付けする時に使用する。JIS規格では、「直角定規」がJIS B 7526に定められている。関連する留め定規、プロトラクター、自由スコヤについても同時に記述する。

## 概要
同様の工具に指矩（指金）があるが、スコヤは指矩より小ぶりで、目盛りがせいぜい15〜18cm程度である。多くはステンレス製（一辺が真鍮仕上げのものもある）で表裏共に目盛りがついており、L字型の形態のもの。主として模型製作のような、比較的小さく精密な寸法を要求される工作作業の際に、寸法を直接読み取りながら、材料や工具の直角を出すためのガイドとして用いる。指矩とは異なり、表裏共にメートル法に基づく目盛りが刻まれている（目盛りの無い、純粋に直角を測るだけの物もある）。
指矩との大きな違いは、指矩は縦横方向とも薄い金属板から成るのに対して、スコヤは短い側の辺の作りが土台のようになっていて、その直角になる部分の根元から長い側の辺を土台に食い込ませている構造になっている。指矩は対象物に対して線状に接触するだけであるため凹凸による精度は曖昧になるが、スコヤは台側を、基準面となる定盤（じょうばん）のように凹凸まで含めて精密な平滑面に密着させながら、残る辺で新たな点や線、面に「けがき」や位置の確認などを行うのに用いられる。このため、指矩は計測する際に短い辺も長い辺も外側部分（または両方内側）を当てて計測するが、スコヤはまず台側を基準面に密着させてから計測したい部分に当てて使うことが多い。両者ともに「直角を測る」ための道具である事から、スコヤを指矩のように使うことも可能である。
上記で説明したスコヤは流通上（卸・店頭）「台付きスコヤ」という名称である。土台の無いスコヤの外見は"小さくて丈夫な指矩"の様になるため、「スコヤ」と言えば台付きの物を指す事がほとんどである。
使用用途に定義は無いが、木材を主材料とする職人（大工など）がスコヤを使うことは少なく、鉄（鉄鋼）などを主材料とする職人はスコヤと指矩の両方を使い分ける。
スコヤの語源は直角を意味する英語のsquare（スクエア、スクウェア）が訛ったものとされている。

## 種類
完全スコヤ(Precision Square With Base)
一辺が厚さのある台状にされている直角の確認やケガキ、墨付けに使用する。台の部分に幅があるので垂直に自立させる事ができ、直角の確認がしやすく精度が高い。大型のものもあるが、長辺が15センチメートル程度の物が一般的で扱い易い。
留め型スコヤ（止め型スコヤ、ANGLE SCRIBING SQUARE)
内角が45度、135度、90度、90度の台形である。長辺が台のものと、短辺が台のものがある。45度や直角の正確な確認や墨付けにも使用できる。さまざまな内側の窓も墨引きに使用できる。
マイティスコヤ
一見、普通のスコヤに見えるが、最大の特徴は台の端が45度の段差になっており、この部分を材料の側面に当てると45度の墨付けが出来る。当然直角の墨付けも出来る。
自由スコヤ（自在スコヤ）
図面や現物の角度をうつすためだけの専用具。内側、外側、両方の角度を取る事が出来る。片方のサオはスコヤの台のように厚みがあるので、材料の側面に密着させられるので墨線を正確に引く事が出来る。
留め定規（止め定規）
内角が45度と135度の平行四辺形の定規。一辺は厚みのある台状で45度の確認や墨付けに使用する。留め型スコヤと同じ様に、さまざまな内側の窓も墨引きに使用できる。
一発止型定規（いっぱつとめがたじょうぎ）
留め型スコヤの台部分を大きな長方形にしたもの。角材の45度切断の時、上面の45度と側面の90度の墨線を、一気に墨付け出来る。
プロトラクター(Protractor)
Protractorは、日本語に訳すると分度器である。自由スコヤの仲間である。分度器の中心を回転軸の中心とした直定規が付いているので角度が測定しやすく、また目的の角度のケガキ、墨付けが可能である。

## 主なメーカー
シンワ測定、ユニセイキ、新潟精機、松井精密工業、大西測定、バーコ（スナップオン）。